# Jan Cornelis Hofman (1889-1966)
Pour les articles homonymes, voir Jan Cornelis Hofman (1819-1882) et Hofman.
Jan Cornelis Hofman dit Jean Hofman, né le 12 avril 1889 à Nieuwer-Amstel (Pays-Bas) et mort le 30 avril 1966 à Schaerbeek (Bruxelles - Belgique), est un peintre post-impressionniste néerlandais. Il a débuté comme décorateur et peintre de porcelaines à Delft aux Pays-Bas.
Ses préférences artistiques post-impressionnistes l'ont conduit à peindre les paysages des Flandres, les marines, les intérieurs de ferme, les natures mortes et les fleurs, ainsi que quelques portraits.
Vivant à Bruxelles à partir de 1913, il fut membre de l'atelier libre L'Effort et est considéré principalement comme artiste belge.

## Biographie
Sa première formation artistique lui est donnée à l’orphelinat à Dieren-Arnhem où il est placé dès l’âge de dix ans. Il débute en reproduisant des motifs décoratifs et passe son temps libre à sillonner les environs pour mieux appréhender les paysages.
Il travaille ensuite quelque temps comme apprenti auprès d’un peintre en bâtiment, puis devient peintre sur porcelaine, d’abord à Delft, ensuite à Makkum.
En 1909, il réside à Bruxelles puis à Cologne.
Jusqu’en 1913, il travaille essentiellement aux Pays-Bas.
Conscrit au printemps 1913 mais farouchement objecteur de conscience, il quitte définitivement la Hollande et s’installe à Bruxelles (Belgique) auprès de sa sœur Anna Alida, qui a épousé Frans Buning, ami d’enfance de l’artiste qu’il connaissait depuis l’orphelinat.
En 1918, à la fin de la Première Guerre mondiale, il épouse Maria Marteau et donne son nom au premier enfant de celle-ci, Jean Léon, né le 15 août 1911.
Le 3 octobre 1920, celle-ci donne naissance à son fils Victor.
En 1931, il s’installe à Saint-Josse-ten-Noode (Bruxelles).
Pendant les années 1930, il fréquente beaucoup l’atelier libre L’Effort.
Il passe près de deux ans, de 1936 à 1937, sur la côte belge (Coq-sur-Mer (Le Coq), Ostende, Coxyde) et s'adonne tout particulièrement à son penchant pour les marines. Parallèlement, ses longues promenades dans la campagne avoisinante sont le prétexte à de très nombreux sujets de toiles capturées soit sous forme de croquis, soit comme petits paysages au format 20x30 (repris ensuite jusqu'à la fin de la guerre et étoffés sur des toiles plus imposantes).
En 1937, il emménage définitivement avenue Dailly à Schaerbeek (Bruxelles), mais garde son atelier, rue Sainte Gudule en face de la Cathédrale Saints-Michel-et-Gudule, jusqu'en 1945 année de démolition à la suite des travaux de la jonction Nord-Midi.
Pendant la Seconde Guerre mondiale, toute sa famille se cachera des Allemands dans l'atelier pour échapper au service du travail obligatoire.
Jusqu'à sa mort, il travaille ensuite exclusivement dans son appartement sur base d'ébauches faites à l'occasion de divers voyages en Hollande et excursions dans les Flandres.

## Son œuvre
Avant tout peintre de paysages, marines, paysages fluviaux, intérieurs, natures mortes et fleurs, il ne réalisera qu’une trentaine de portraits.
Vers l’âge de 10 ans, il fut placé en orphelinat à Dieren (Arnhem), après la mort de son père.
Il reçut dans cet institut ses premières leçons, lesquelles consistaient en copies de dessins existants, mais plus particulièrement des motifs décoratifs et des fresques murales très à la mode en ce temps-là.
En 1906, il accepte un emploi de décorateur sur faïence à Delft, puis à Makkum, une petite ville située en Frise (Pays-Bas). Son travail consiste alors à décorer de petits carreaux de « porcelaine de Delft », assiettes et autres objets.
En 1909, après avoir quitté son emploi, il entreprend sa vie d'artiste peintre, libre et indépendant.
Toute sa vie, il restera fidèle à sa thématique paysagère qui évoluera progressivement vers une plus grande légèreté et gagnera en couleurs et luminosité, toujours dans une facture post-impressionniste.
En 1928, il organise à Bruxelles une exposition de ses œuvres et participe la même année, à Namur, à un salon d’ensemble organisé en faveur des victimes des inondations. Des photographies de plusieurs de ses peintures illustraient les critiques des journaux de l’époque.
Dans les années 1930, il fréquente assidûment le cercle L'Effort, corporation d’artistes dont le local-atelier était situé à la Grand-Place de Bruxelles.
En compagnie de ses amis artistes, il bénéficie ainsi de la prestation de modèles et réalise de nombreux dessins (fusains, sanguines) d’après nature.
Après la guerre, il atteindra le sommet de son art en jouant avec les jeux d’ombres et de lumières au travers de ses sujets paysagers de prédilection : les champs, les sous-bois, les cours de ferme, etc.
Il ne tardera pas ainsi à gagner une assez grande notoriété et l’intérêt des milieux artistiques, sans pour autant céder à leur demande et en ne peignant qu’au gré de ses envies.
Il produira au cours de sa vie plus de 7.500 œuvres, pour la plupart des huiles sur toile et le plus souvent au format 30 × 40 / 50 × 60, mais aussi beaucoup d'huile sur panneaux légers 20 × 30, car il préférait ceux-ci pour ses randonnées.
Pour subsister et satisfaire ses responsabilités familiales, il est néanmoins obligé de vendre des tableaux, par l’intermédiaire de galeries d’art (ex. : Ferbach) qui le pressent de plus en plus devant la demande croissante d’une clientèle attirée par la convivialité de ses œuvres. Un grand nombre d’entre elles furent ainsi vendues sur le marché nord-américain.
Les tableaux qu’il accepte de peindre ainsi, qu’il appelle « commerciaux », représenteront cependant près de deux-tiers de son œuvre, souvent de facture en accord avec l’image que le public se fait de son style, donc moins recherché au niveau de l’étude artistique. Elles sont alors généralement signés d’un patronyme (par ex. Mentens) qu’il réserve séparément pour chacun des marchands d’art.
Il faut noter toutefois que sa profonde répulsion « à se vendre » l’amènera à refuser toute forme d’exposition ou publicité, à l’exception de celles organisées par les marchands eux-mêmes et auxquelles il refusera toujours de participer personnellement. Ceci explique le caractère confidentiel de la vente de ses œuvres après sa mort.
La peinture fut son idéal et le guida toute sa vie.

## Galerie

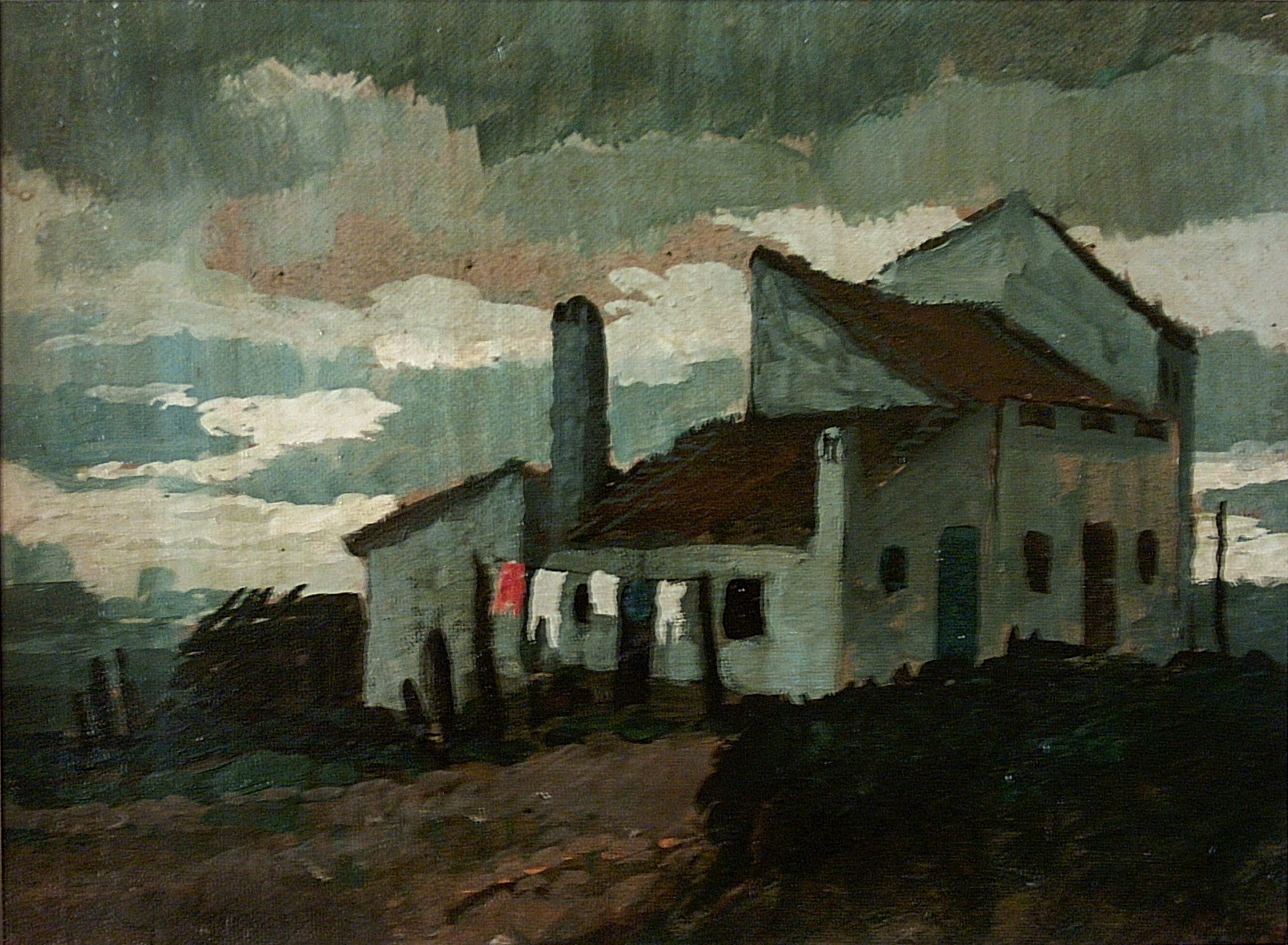
Temps gris Huile sur carton 1920-1925
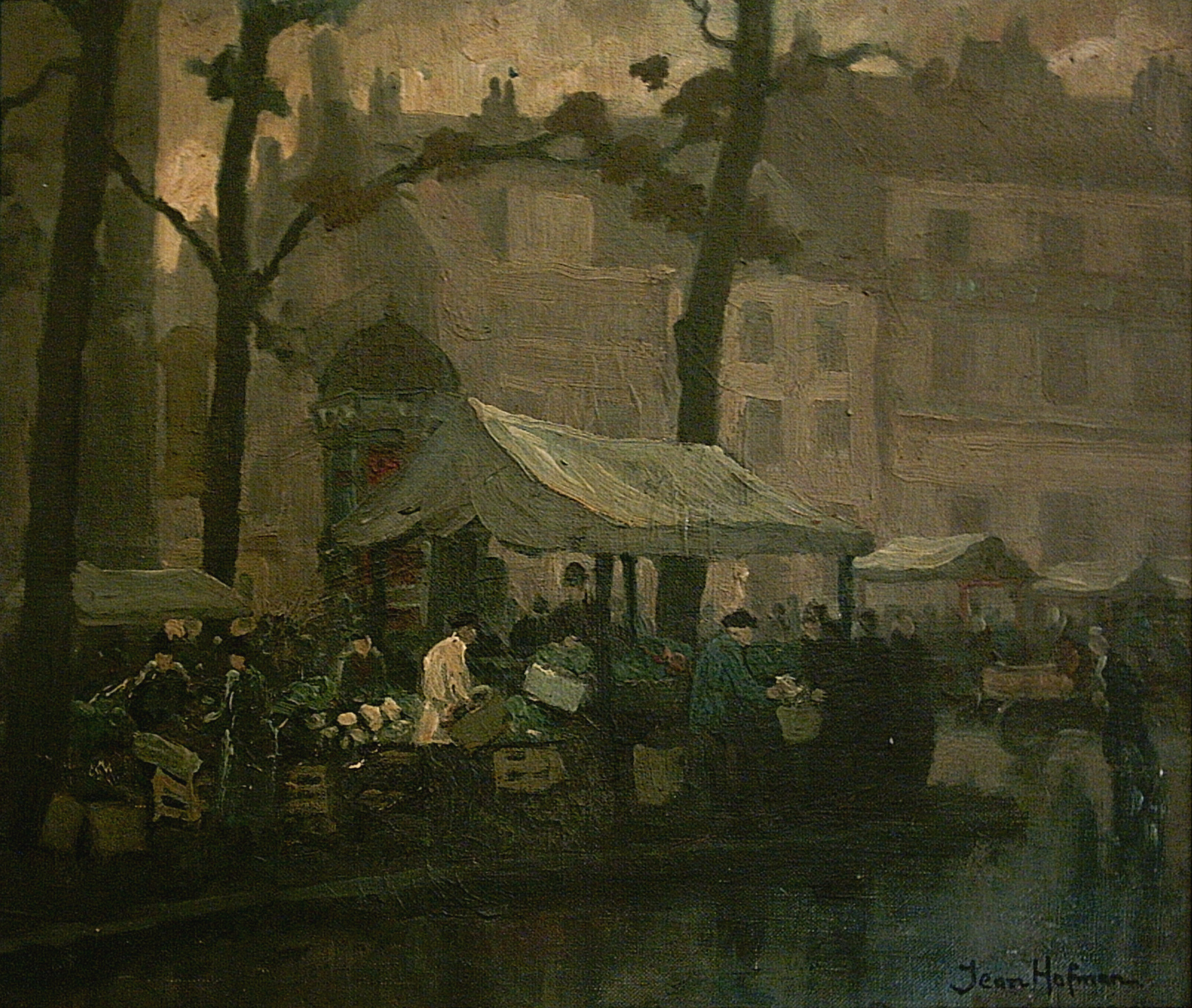
Marché Ste Catherine Huile sur toile 1925-1930
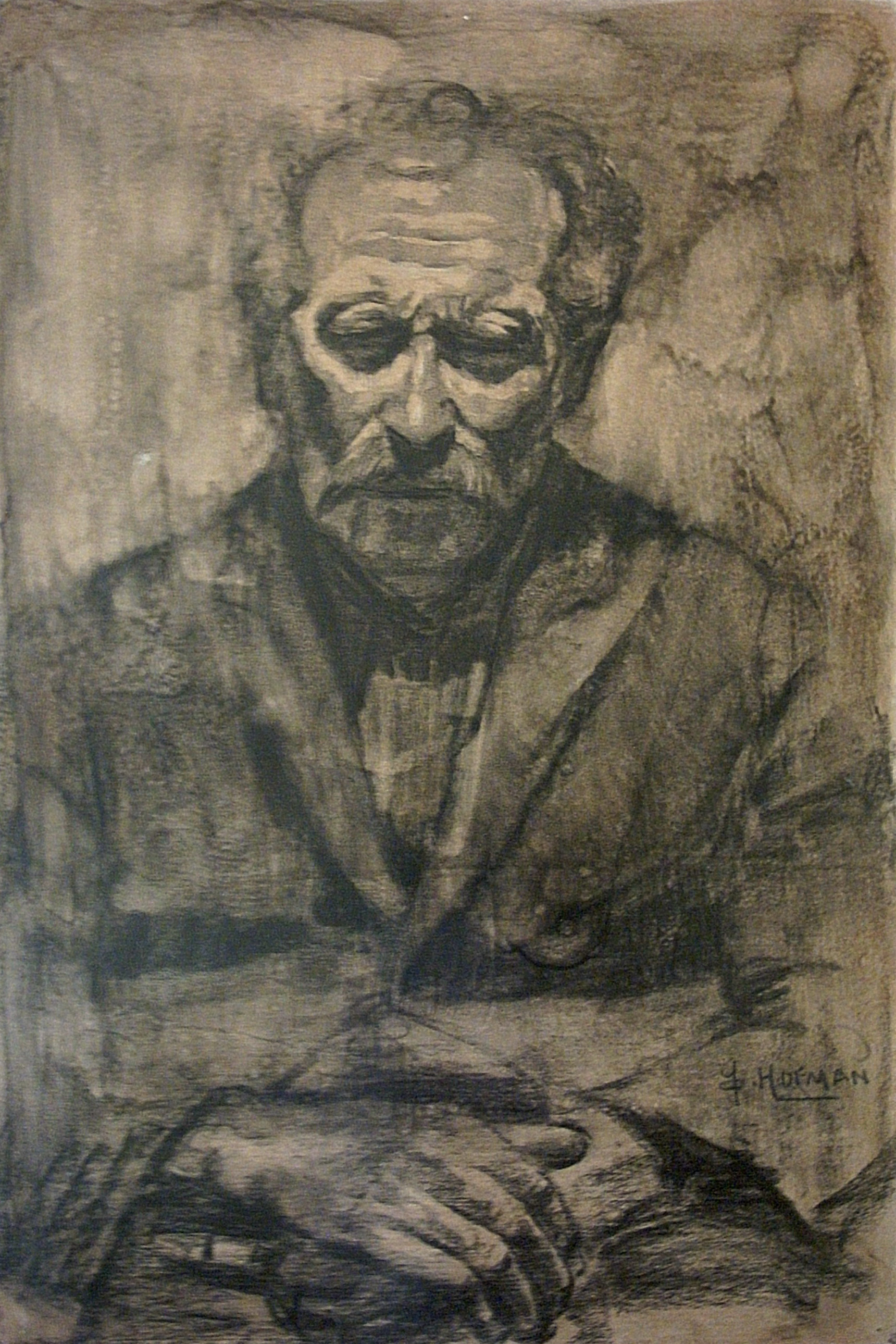
Un vieil homme Fusain sur papier à dessin 1928-1932
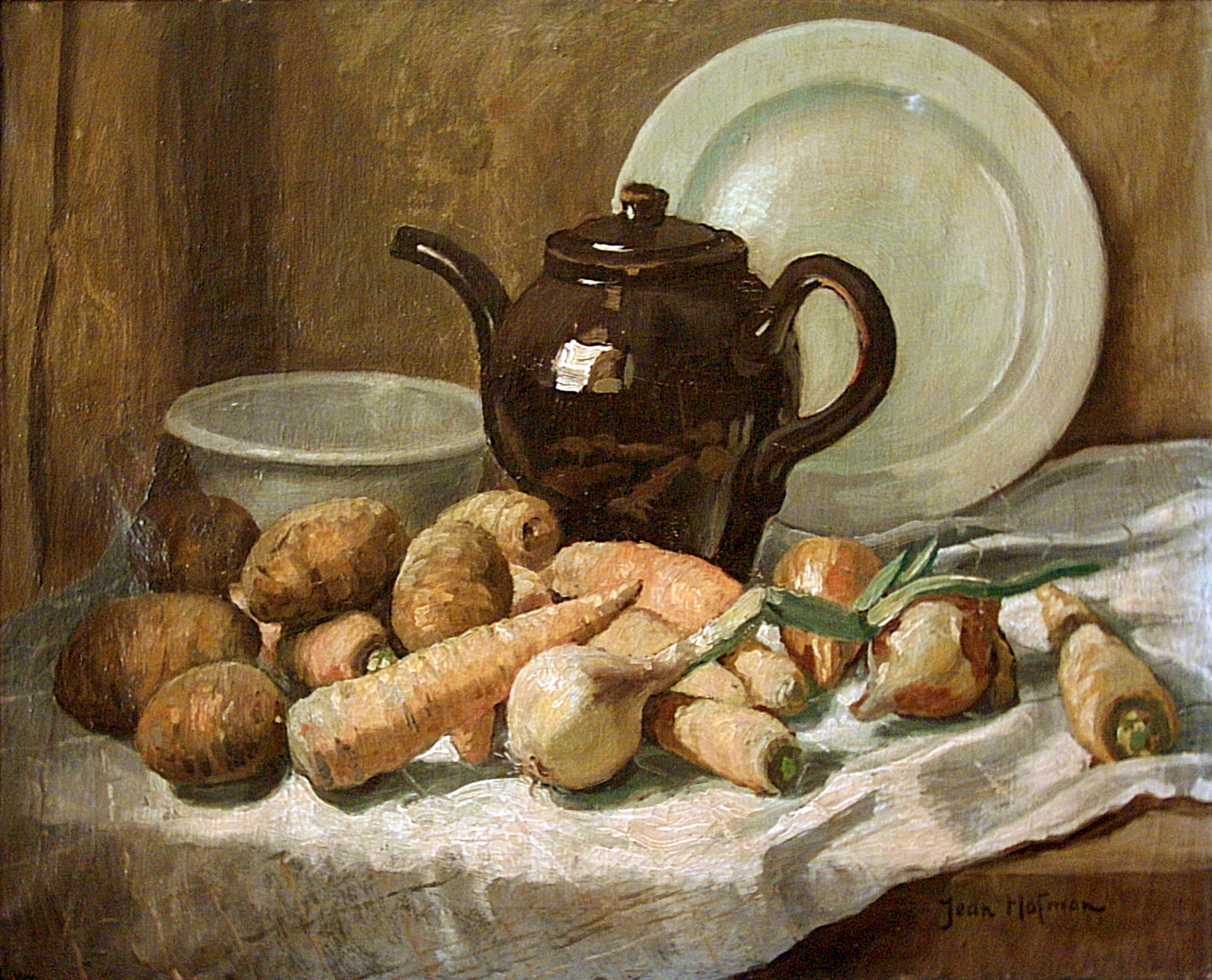
Pot brun et pot au feu Huile sur toile 1935
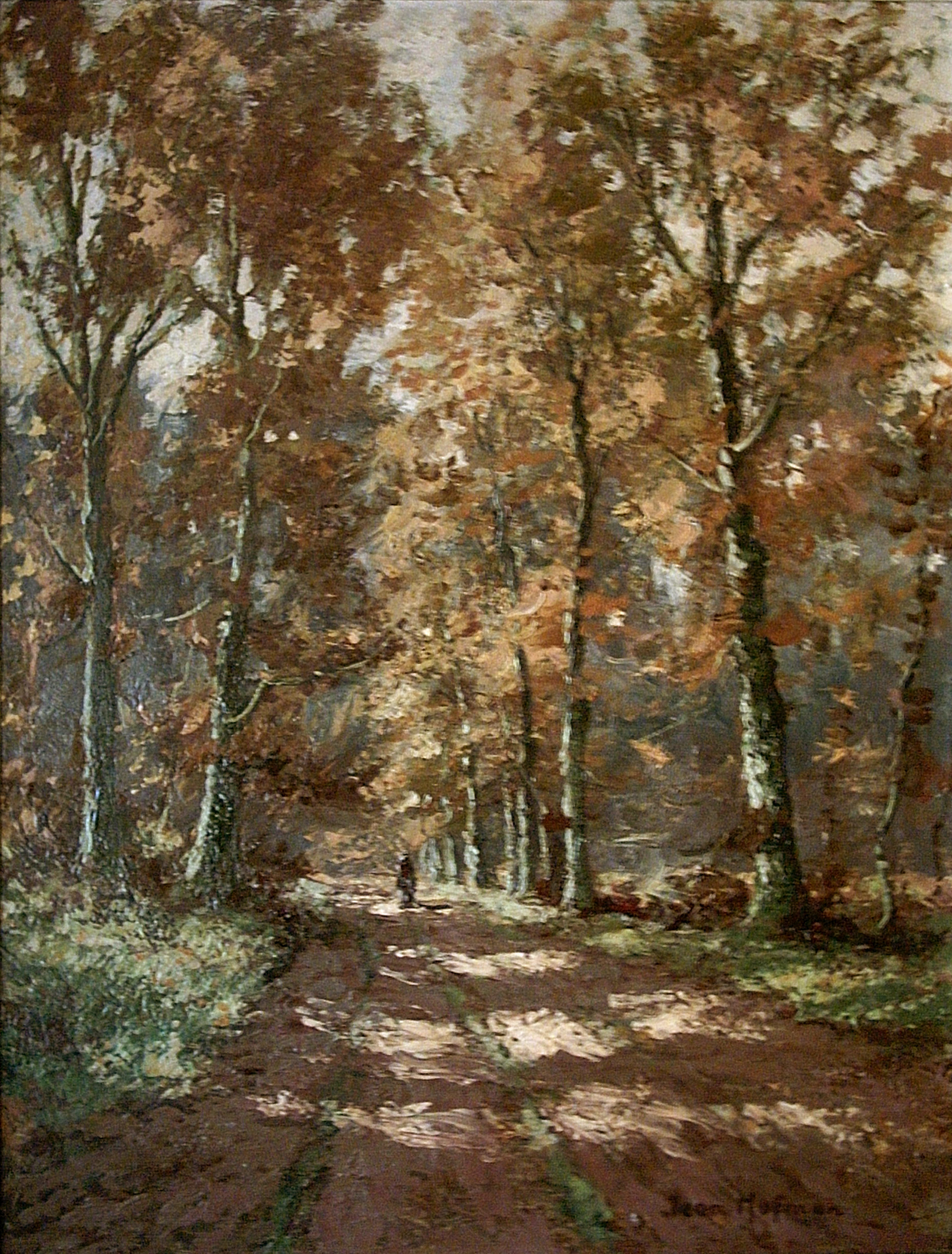
Sous bois en automne Huile sur panneau 1952
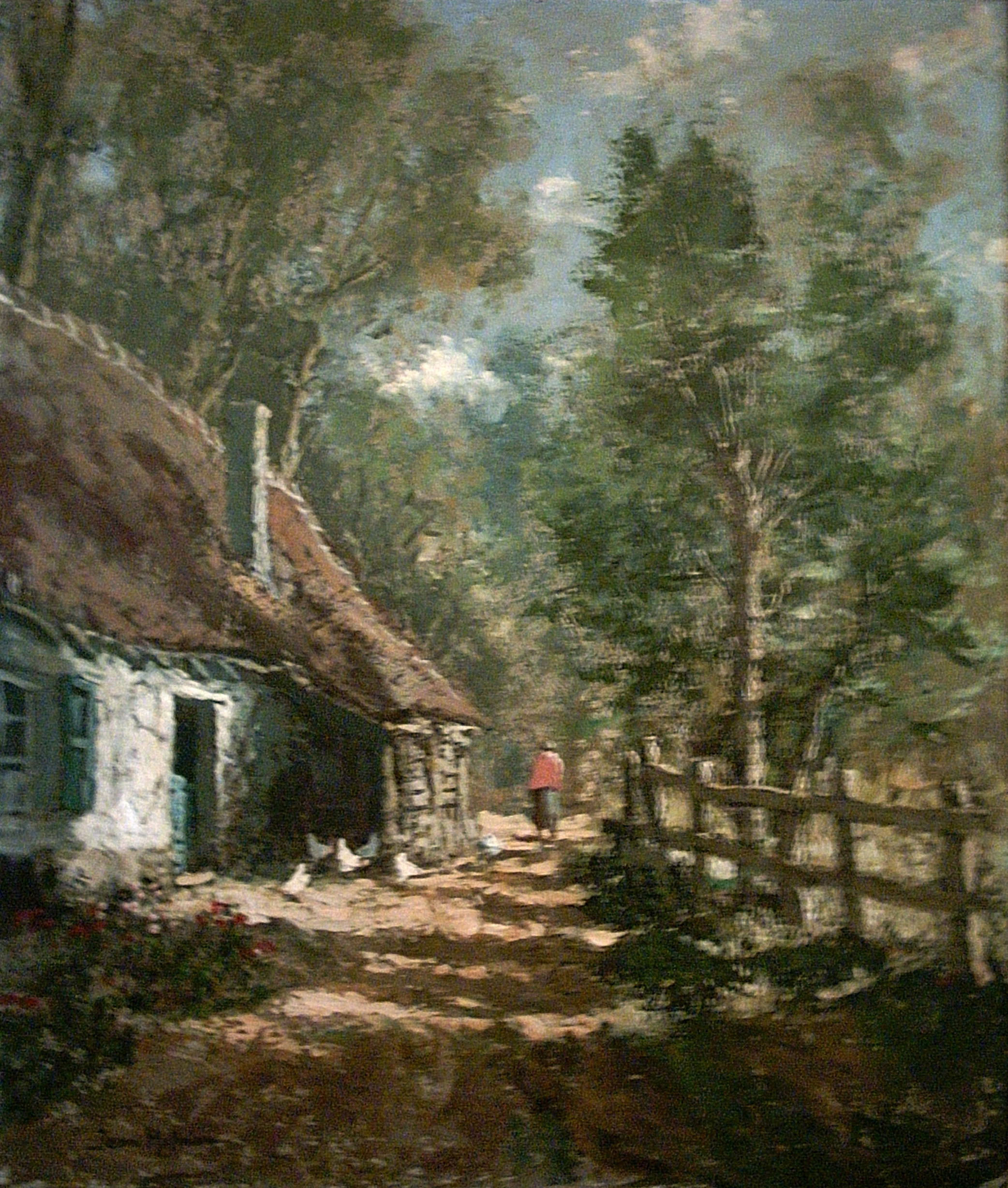
Vieille ferme en Brabant Huile sur panneau 1957
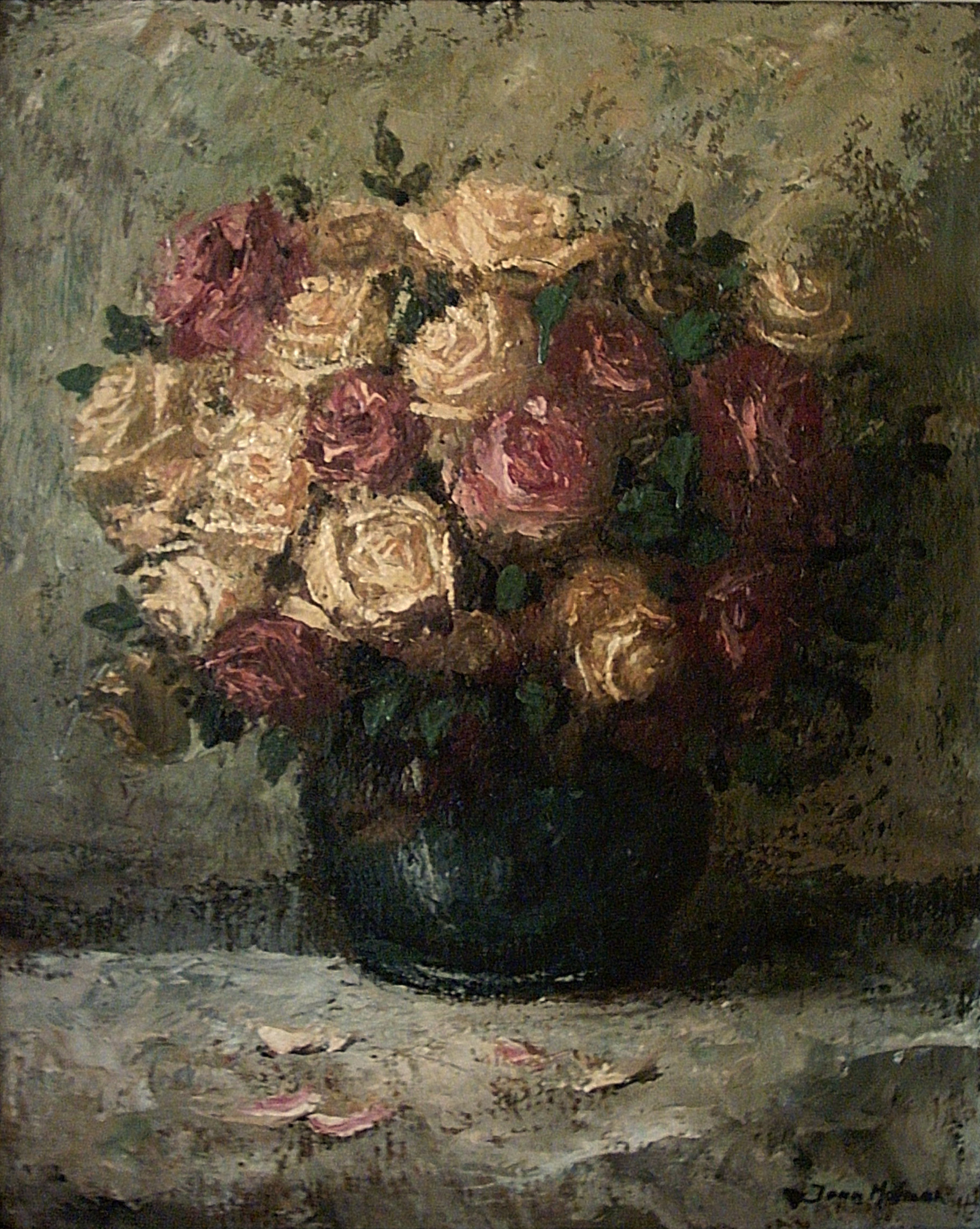
Pot Bleu et Roses Huile sur toile 1960
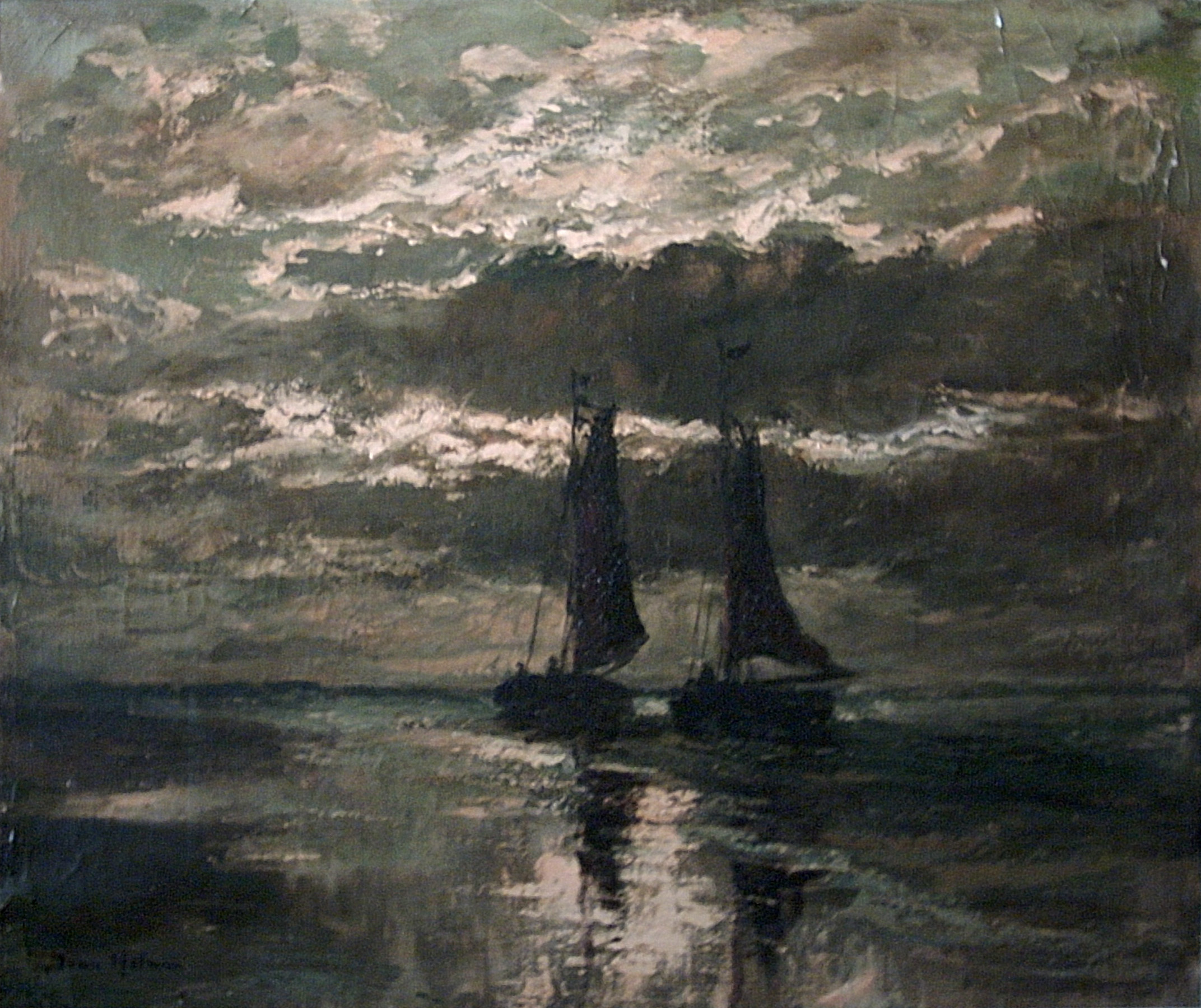
Marine au coucher du jour Huile sur toile 1965
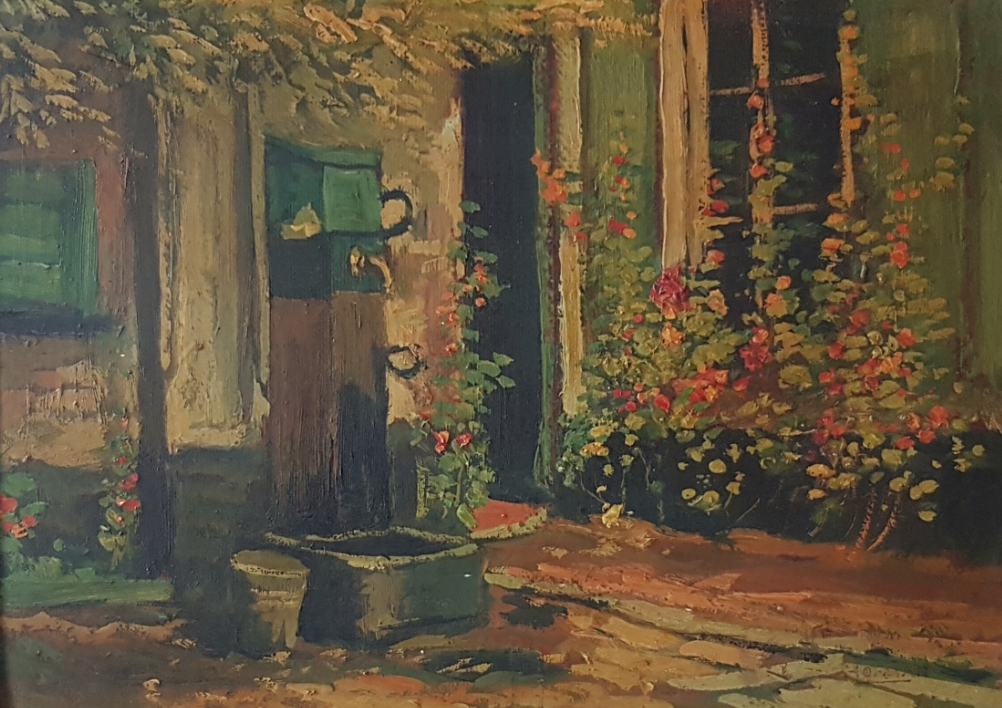
Vieux Cornet à Uccle Huile sur toile